# ガメラ3 邪神覚醒
『ガメラ3 邪神〈イリス〉覚醒』（ガメラスリー イリスかくせい）は、1999年（平成11年）3月6日に大映（現・KADOKAWA）が製作し、東宝系で公開された怪獣映画。平成ガメラシリーズ第3作で、前2作を受けての完結編として製作された。監督は前2作と同じく金子修介。大映が制作した最後のガメラシリーズ作品である。

## 概要
『ガメラ 大怪獣空中決戦』（以降、『1』）から4年後、『ガメラ2 レギオン襲来』（以降、『2』）から3年後の世界を舞台に、奈良県のとある村で覚醒した謎の生物イリスと世界中で大量発生しているギャオスとガメラ、そして人々の戦いを描く。
しばしば怪獣映画を見る人間が持つ「いくら正義の味方の怪獣でも、悪の怪獣を倒すために街中で激しく戦ったら一般市民が巻き添えとなって犠牲になるのではないか？」「たとえ悪の怪獣を倒しても、そのための人の死は許されるのか？」という疑問に挑んだ作品であり、キャッチコピーにも「わたしはガメラを許さない。」が使われた。最終決戦の舞台は京都駅であり、怪獣映画において史上初の屋内戦となった。
また、全体として上記の疑問が絡んだ形となっているため、前2作よりもシリアスな演出が全面的に押し出されている。また、ガメラがギャオスの放った光線から子供を守る、イリスに襲撃されて半ば壊滅した村を『1』に登場した長峰真弓と大迫力が調査する、『2』でガメラの味方になっていた自衛隊（人間）が本来倒すべきギャオスやイリスよりもガメラを危険視して攻撃を加える、イリスが勾玉を通して人間の少女と交信するなど、『1』へのオマージュと言える演出やシーンなどが多数登場し、現実では当たり前の事象となっている、受け手の立場によって怪獣の善悪が入れ替わることが踏まえられている。
『1』『2』とは時系列的に繋がりがあり、3部作の完結編ということから、本作品では『1』や『2』での出来事に直接触れられるシーンも複数あり、それらが本作品に大きく関わっていく形となっている。特に『1』での出来事が本作品に深く関わっており、オープニングのスタッフクレジットには、『1』のシーンを多数流用している。
劇場公開前の1999年2月には、メイキングビデオ『GAMERA1999』（VHS、メディアファクトリー）と『ガメラ巨大生物審議会』（DVD、アミューズソフトエンタテインメント）が発売された。
2021年4月16日には、ガメラ生誕55周年記念として製作された4K HDR版（#映像ソフトを参照）を劇場上映するドルビーシネマ版が期間限定公開された。

## あらすじ
ガメラとレギオンの戦いから3年後の1999年。かつて人間を捕食する殺戮生命体ギャオスを発見し、今やその研究の第一人者となった長峰 真弓は、赤道直下某国の村で発見されたギャオスの死体を調査していた。長峰が「このギャオスは他にいなかったか」とガイドを通じて村人たちに尋ねると、全員が一斉に空のある方向を指差した。そのころ、沖ノ鳥島近海で深海調査中の探査機「かいこう」は、水深4800メートルの海底で「ガメラの墓場」とでもいうべき600ものおびただしい数のガメラの骨を発見する。それは、堆積物などの状態から2000年以上が経過していることが推定された。
4年前、東京におけるガメラとギャオスの戦いの巻き添えで両親を失った少女・比良坂 綾奈と弟の悟は、奈良県 高市郡 南明日香村に住む親戚の日野原家に引き取られていた。綾奈はガメラへの激しい憎悪に囚われ、未だに親戚や周囲の人々と打ち解けられずにいた。ある日、綾奈は悟を苛める同級生の3人組に度胸試しの真似事をさせられ、南明日香の旧家・守部家の敷地内の祠に在る、古くから「柳星張（）」が眠ると伝えられる洞窟から、「柳星張」を封印する石を持ち出す。綾奈の同級生の少年・守部 龍成は、妹から経緯を知らされて現場に急行し、綾奈と2人で封印の石を洞窟に戻す。その際、2人は洞窟の奥で奇妙な卵状の物体を見つける。
1995年以来、ギャオスやレギオンといった日本を襲う巨大生物災害に、日本政府は「巨大生物被害対策審議会」の設置を決定し、長峰にも参加の声がかかる。9月17日、長峰と共にギャオス対策に当たった斉藤雅昭、日本国の根幹に繋がる内閣官房所属の朝倉 美都を始め、各方面の専門家が集まって第3回緊急総会が開かれる。同日午後7時半ごろ、東京・渋谷上空にガメラと2匹のギャオスが飛来する。ガメラのプラズマ火球で撃墜された1匹目のギャオスは渋谷駅近辺に落下し、降り立ったガメラのプラズマ火球で止めを刺される。続いてもう1匹のギャオスも火球で粉砕するが、周囲への被害を一切顧みない戦いの果てに渋谷周辺は完全に壊滅し、1万人以上もの犠牲者が出てしまう。この惨劇を機に政府と世論はギャオス以上にガメラを危険視し、綾奈もガメラへの憎しみを深めていく。
時を同じくして、渋谷のギャオスの断末魔の叫びに呼応するかのように、綾奈が洞窟で見つけた卵状の物体から奇妙な生物が生まれる。再び洞窟を訪れた綾奈は、封印の石の下に埋もれていた謎の勾玉を介してこの生物と心を通わせ、亡き飼猫の名を取って「イリス」と名付ける。龍成はこの生物を守部家に代々伝えられる「復活すればこの世は滅びる」災厄ではないかと考えて綾奈を諭すが、彼女はイリスが両親の仇でもあるガメラを殺すことを願い、密かに育てていく。龍成の不安をよそに綾奈の憎悪を糧として急成長したイリスは繭を形成し、綾奈を包み込む。その日の夕方、綾奈が帰宅していないことを知り、不吉な予感に駆られて洞窟に駆けつけた龍成は繭に包まれた綾奈を発見して救出するが、彼女は意識不明となっており、イリスは姿を消していた。
エジプトでの旅客機撃墜を皮切りに、世界中でギャオスが出没する事態が起こっていた。長峰は朝倉のブレーンである倉田 真也から送られてきたシミュレーションディスクや、かつてガメラと交信した少女・草薙 浅黄との対話から、地球の生態系を循環する生命エネルギー「マナ」に関する仮説を考える。それは、1997年にガメラがレギオンを倒すためにマナを大量に消費したことで、地球環境のバランスが大きく崩れ、ギャオス大量発生のトリガーとなったというものだった。ギャオスらしき生物が南明日香村に出現した報告を受けた長峰は、巨大生物の災厄に人生を狂わされ、ホームレスとなっても渋谷の惨事を生き残った元長崎県警警部補の大迫 力と再会する。大迫と共に向かった現地にて巨大生物に襲われたと思われるミイラ化した村民たちの死体から、長峰はギャオスとは明らかに異なる捕食活動を確信して困惑する。その生物が目撃された守部家の洞窟内に残された卵の殻と繭の組織片を調べる長峰は、「柳星張」を止めるための宝具・十握剣を洞窟前の祠から持ち出そうとする龍成と出会い、綾奈とイリスの存在を知る。病院で眠る綾奈のもとを訪れた真弓から、綾奈がガメラのものとは違う勾玉を所持していることを伝えられた浅黄は、綾奈に会うために南明日香村を訪れる。長峰の採取した組織片を分析した国立遺伝子研究所の桜井は、「ギャオス変異体だったモノが、自身の染色体構造をも変えたことで別種の生命体へと変化し、これがどこまで続くのか予測が出来ない」という結論を長峰に伝える。
ギャオスを創造した古の民の末裔である朝倉は、イリスと交感した綾奈に興味を持ち、親族の許可無しに綾奈を病院から自分の私有地へ移送する。斉藤の情報提供を受け、綾奈を追って京都へ急行した長峰と浅黄は倉田に出迎えられる。倉田は2人を朝倉のもとへ案内する途中、深海の「ガメラの墓場」はマナの器になれなかった失敗作の廃棄場である、という自説を披露する。長峰は朝倉にイリスが綾奈と神経融合を試みた可能性を示唆し、綾奈を施設の整った東京の病院への搬送を主張する。時を同じくして、大迫に諭された龍成も綾奈を追って大迫と共に京都へ向かう。そして、南明日香近辺の人間以外にもあらゆる生物を捕食して成体となったイリスは、監視していた陸上自衛隊普通科小隊を蹴散らし、綾奈との完全な融合を求めて飛び立つ。

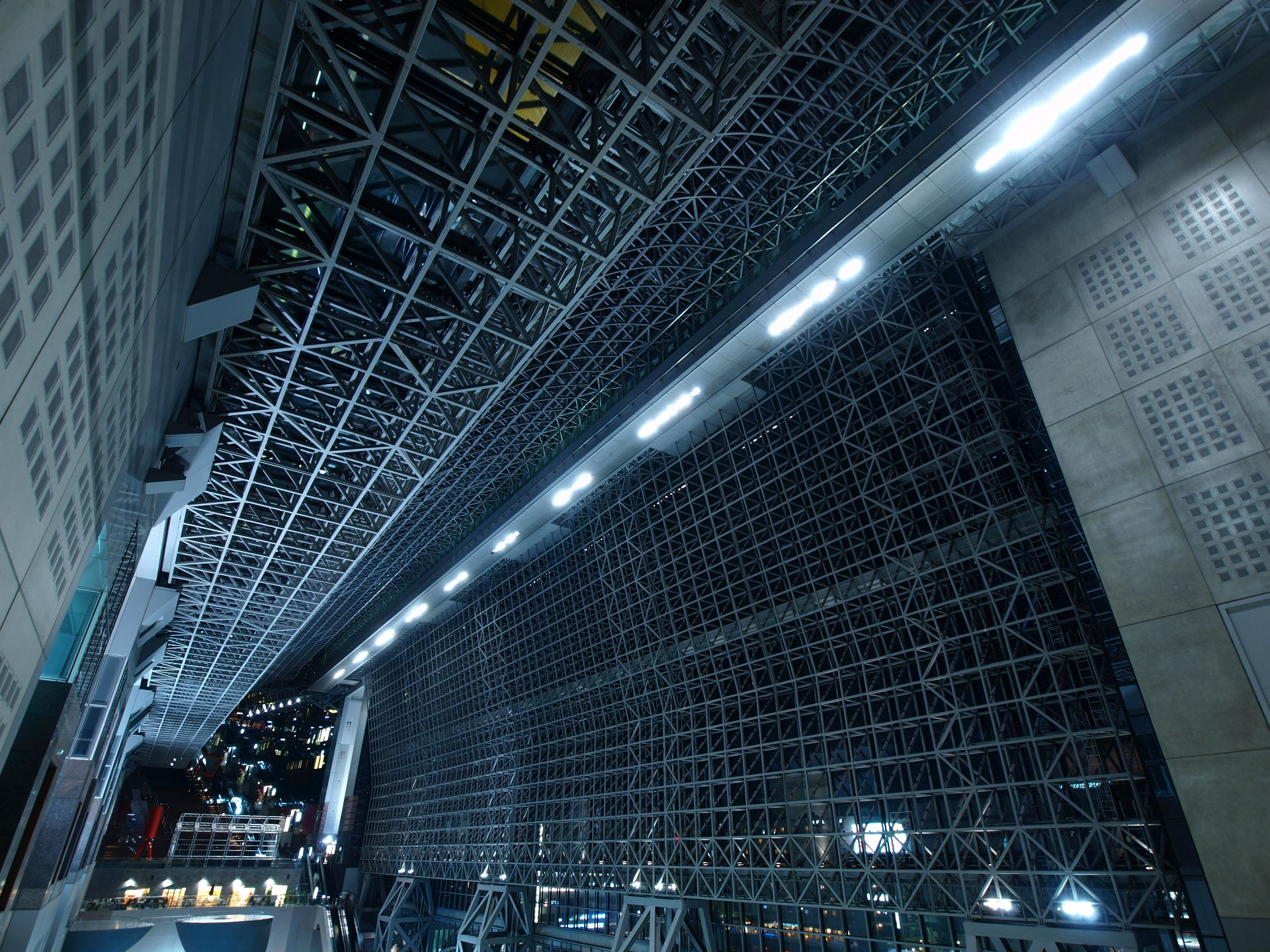
最終決戦の舞台である京都駅

イリスは紀伊半島上空でガメラ哨戒中だったF-15J戦闘機と、続いて出現したガメラとの空中戦に入る。一進一退の激しい攻防が続いたが、ガメラ掃討を優先する自衛隊がペトリオットでガメラを攻撃した隙をついて逃亡する。大型台風8号が京都市に接近し、航空機が接近できない中、先にイリスが京都市街へ降り立つ。追って来たガメラが放つプラズマ火球をイリスは触手で防御し、広範囲に着弾した火球によって炎の地獄と化した夜の京都にガメラも降り立つ。そこでの激戦の中、ヒトとの繋がりを断ち切ったガメラは綾奈の憎悪に狂った叫びを糧に力を増し続けるイリスに圧倒されてイリスの槍腕に胴を貫かれ、綾奈と長峰たちがいる京都駅ビル内に叩き伏せられる。それと前後して朝倉は綾奈から勾玉を奪い、彼女に代わって自らが融合を試みたものの叶わず、崩壊する京都駅ビルの瓦礫に倉田と共に押し潰される。綾奈と再会したイリスが融合を始めようとしたところで京都駅にたどり着いた龍成が十握剣を投げつけ、イリスと綾奈の繋がりを断ち切る。怒ったイリスは龍成を弾き飛ばし、それを見て正気に戻った綾奈を体内に取り込んで強制的に融合を試みるが、再起したガメラに腹部を抉られて彼女を救出され、失敗に終わる。
イリスはガメラの右手を槍腕で貫き、読み取った遺伝子から再現したプラズマ火球で止めを刺そうとする。それを見たガメラは自らの右腕を火球で爆砕して脱出し、イリスの放った火球をその潰れた右腕で受け止め、炎の拳に変化させてイリスの傷口に抉り込み、イリスを爆散させる。その後、綾奈は長峰の必死の心肺蘇生法とガメラの呼び寄せたマナによって息を吹き返し、無事に生還した龍成の前で自身の所業を深く悔やんで涙する。まもなく、アメリカ・中国・ロシア各軍からの連絡により、世界中のギャオスが日本へ向かい始めていることを知った日本政府は、攻撃目標をガメラからギャオスに変更し、陸・海・空の全自衛隊に総力を挙げての迎撃を命令する。右腕を喪失したガメラもまた、長峰、浅黄、龍成、綾奈に見送られ、ギャオスの大群との戦いを前に咆哮するところで物語は幕を下ろす。

## 登場怪獣
具体的な身体スペックの数値は、『ガメラ3』公式パンフレットに基づく。

### ガメラ
以前より『ウミガメ』に近い形となった腕やさらに小さくなった頭部、白目が緑色に変化している、そして甲羅の側面や正面が鋭利な形に変化している。飛行時に平たく伸ばした腕を翼のように可動できるようになっているなど、『ガメラ2 レギオン襲来』での作品設定からさらなる進化を遂げている。ただし『1』から『2』以上に急激に進化したため、前2作でうかがえた共通する面影や特徴はほとんど無くなった。
作中の登場人物である倉田は、「ガメラはギャオスに対抗するために超古代文明により作り出された生物兵器である」と主張している。また、後述するイリスと同様に、ガメラは四神の1体である黒いカメの姿をした北方の守護神玄武に対応することが示唆されている。

### イリス
奈良県 南明日香村の山奥の祠から覚醒した謎の生命体。劇中では長峰の調査によってギャオスの変異体と断定されてはいるものの、いつから存在しているのか、どういった経緯やきっかけでギャオスから変異したのかなどは明らかにされておらず、多くの謎に包まれている。また、ガメラに対し、強い憎悪を抱いているとされているが、どう言った経緯で憎悪するに至ったかも明らかにされていない。名前は、綾奈一家が東京に住んでいた時期の飼猫の名前に基づく。
かつてのガメラと同様に勾玉を用いて人間と精神交感を行う能力（勾玉の形状はガメラの物と異なり鋭く尖った装飾で色は黒、交感時には青みがかった発光を伴う）、捕食時に相手の体液から遺伝子情報を読み取り即時解析することで、相手のDNAを自分のDNAに組み込んで相手の能力や特性をコピーし、染色体レベルで無限に自己進化する能力を持っている。
南明日香村の八代（社）の沢に「柳星張（）」という名で遥かな昔から卵の状態で封印されており、仮に復活を果たすことがあれば世界を終焉に導くと恐れられていた。そのため守部一族が代々封印の防人を務めていた。
イリスの別名「柳星張」は、中国星座二十八宿のうちうみへび座にあたる南方の三宿（「柳」「星」「張」）に由来することから、イリスが中国の伝説上の神獣で南方を守護する朱雀に対応することが劇中の会話により示唆される。
イリスには以下の3形態が確認されている。
第1形態
南明日香村の祠に封印されていた卵から誕生した際の姿。封印が綻びていたのは前作に登場した宇宙怪獣・レギオン撃滅のためにガメラが地球上のマナを大量消費したためである。
いわゆる幼体の状態であり、体長1メートルほどの巨大なカタツムリのような外見で頭部には二つの黒い瞳は存在するが口は存在しない。体を覆う殻からは触手が何本か出ており、その触手の先に収納されている鋭くとがった爪のようなものをエサとなる対象に突き刺し、体液を吸い取ることで捕食を行う。
作中では封印を解いた綾奈の手により育てられることになる。その心中はガメラへの憎悪で満ちており、自身と同様にガメラを憎み周囲からほぼ孤立している綾奈の心中に共鳴。彼女に対し自身を保護・育成するように仕向ける。

第2形態
南明日香村の山中にて綾奈と融合を試みた際の姿。
幼体であった第1形態が山中の野生動物を捕食した結果、殻を開き触手がさらに増え、発光する部分が形成されるなどの成体時の特徴が表れ始めている。山中で綾奈と遭遇した際にはガメラを超える戦闘能力を得るため、かつてのガメラ同様に人間との精神交感を試みるため対象の人間との生体融合をしようと、綾奈を自身が作ったの繭の中に取り込み神経系統の融合を図ろうとするも、直後に綾奈を龍成に助け出され失敗に終わる。融合の際は彼女を取り込むために触手と薄い皮膜、粘液状の物質で覆われた繭を形成する。この段階の大きさは体長3メートル程度。綾奈との融合は失敗したものの、自身の染色体構造をも変える爆発的な自己進化を遂げた後、南明日香村の多数の村人を捕食し、成体に成長していくことになる。

第3形態
成体となった姿。
綾奈との融合に失敗したあと、南明日香村の住人たちの体液を奪い取りさらに成長。体色もオレンジに変化し、無数にあった触手も槍腕や脚に姿が変わり直立二足歩行を行うなど、人間的な特徴の体を持った状態となる。最初のカタツムリのような姿から、人型に近い姿に変化したのは、綾奈との融合の際に読み取ったDNAを吸収したことに加え、村の住人の体液を吸い取る際に、同様に彼らのDNAを吸収、それに伴う爆発的な自己進化を起こしたことによる結果だと考えられる。
頭部の形は僅かにギャオスの面影を残してはいるが、新たに発光する単眼とそれを覆う外骨格が旧頭部の上部に形成されている。身体的な特徴として単眼の他にも両肩から2本ずつ計4本生えている伸縮自在の触手、両腕の鋭利な槍状の手甲、部分的に発光する胴体、背面の4枚の翼状の突起などが認められる。背中には、ガメラの甲羅に良く似た外殻が存在する。
ギャオス同様、超音波メスを攻撃手段としてはいるものの、全体的な形態は上記の通り人型であり、頭部を除いてギャオスの原型はおろか面影を認めることすら困難である。鳴き声はギャオスのような甲高い声では無く、フクロウやキジバトなどの鳥類の声を濁らせたような低い声で発声する。
劇中では南明日香村近隣でキャンプをしていたキャンパーたちを捕食した後、監視に当たっていた陸上自衛隊一個小隊を全滅させて飛び立ち、航空自衛隊のF-15Jならびにガメラとの激しい空中戦を展開。ガメラの猛烈な追撃に苦戦しながらも両者を振り切った後、綾奈との完全融合を求めて京都に飛来し、京都駅ビルにてガメラとの死闘を繰り広げる。空中戦とは一転して綾奈の憎悪に呼応するようにガメラを圧倒、鋭い手甲を使った攻撃で胴体を貫通、重傷を負わせて一時戦闘不能に追い込む。その場で綾奈と再会するも駆けつけてきた龍成によって自身と綾奈を結ぶ繋がりを絶たれ激昂する。龍成を攻撃し、再度強引に彼女を自らの体内に取り込み、ついに綾奈との融合を果たしたかに見えたその時、再起したガメラの逆襲で腹部を抉られ、今度は自身が重傷を負わされた上、融合寸前の綾奈を掴み出されてしまう。
直後に手甲でガメラの右手を壁に突き刺して身動きを取れなくした上で、吸収したガメラの体液からコピーしたオーバーブースト・プラズマを触手の先端で形成して放とうとしたが、ガメラは自らの右手をプラズマ火球で爆砕させて切り離して脱出する。最期は形成していたオーバーブースト・プラズマ2発をそのまま放つも、ガメラがそれらを破砕した右腕で受け止めて起死回生のバニシング・フィストを発動させ、綾奈の救出時に開けられた腹部の傷口にねじ込まれたのが致命傷となり、そのまま断末魔を挙げて爆死してしまった。
なお爆死後、頭部に加えて触手の一部などといった亡骸が京都駅ビル構内に散乱していたが、それらはガメラに踏み潰されている。

#### 能力
ジーン・スナッチャー
腹部の中心の発光体部分が開いて、強力な吸引力で生き物を吸い込み、体内に取り込んでしまう。作中では綾奈を完全に融合させるために使用したが、一度目は龍成に、二度目はガメラに阻止されてそれぞれ融合は叶わなかった。器官自体も二度目の融合を試みた際、ガメラに抉られて綾奈を救出されると同時に破壊されている。
テンタクランサー
4本の触手。先端は矢じり状になっていて、ギャオスより遥かに高出力の超音波メスを放つほか、生き物に突き刺して、獲物の体液を吸い尽くしたり、締め付けることも可能。また、この部分には独立した中枢器官（副脳）があり、それぞれ個別に自己判断を下し、敵からの攻撃に対処する。
この他、下記の通り飛行する際にも利用する。
飛行能力
テンタクランサーを展開させ、その間に両肩の翼から発生させた半透明の膜で軌道をとり飛行。攻撃の際は1本ないし、2本閉じて攻撃に使う。また、両肩にある突起の付け根部分から、ジェット噴射のような役割を担う部分があり、ここでも機動調整を行っている。飛行速度はマッハ9で、この際に脚も触手状に変化している。
超音波メス
テンタクランサー先端から放たれる。その性能は単純な威力面でもギャオスのものを上回り、縦横無尽に動く触手の機能も相まって、全方向・広範囲に向かって計4つものメスを放つことが可能。空中戦でガメラに放ち、ガメラの皮膚だけで無く、甲羅にまでダメージを与えた。
アンチ・プラズマ・フィールド
テンタクランサーを振り回してガメラのプラズマ火球を払いのける能力。作中では急降下するガメラからプラズマ火球で爆撃されるもこれによって全て撥ね除けており、逆に跳ね除けられた火球の着弾によって京都は激しく炎上してしまう。
スピア・アブソーバ
腕の手甲部分が伸びて、槍状に変化する。ガメラの甲羅を刺し貫くほどの威力で、さらにはテンタクランサー同様、この部分からも相手の体液や遺伝子情報を取り込むことが可能。作中では戦闘に復帰したガメラに対し、右掌に突き刺してビルの壁に縫い留めることで動きを封じると共にガメラの血液を吸収していたが、結果的にはこの行為で墓穴を掘ることとなる。
オーバーブースト・プラズマ
別名偽プラズマ火球。スピア・アブソーバから吸収したガメラの血液を体内で解析、ガメラのプラズマ火球をコピーし、テンタクランサーの展開した先端から発射するもの。作中では2発放つも、右掌を爆砕してその火球を受け止めたガメラにバニシング・フィストを編み出されてしまい、そのカウンターを抉られた腹部の傷口に受けたことが致命傷となり爆砕されてしまった。

### ギャオス・ハイパー
レギオン戦でのマナの消費により生まれた、『1』の個体とは別種のギャオス。『1』のギャオスと比べると繁殖力、攻撃力、飛行力は大幅に上がっているほか、爪に猛毒を持つ。また、プラズマ火球に対しても初期のギャオスより高い耐性を獲得した。
体格はほっそりとした動物的なものになっており、体色は黒く、一部に赤が混じっている。渋谷浜辺でも2頭が確認されたが、1頭はガメラにプラズマ火球を当てられて渋谷駅へ墜落して重傷を負った身にとどめを刺され、残る1頭もプラズマ火球を3発連続で当てられて爆死する。
その後、世界中で現れるも全てガメラに殺されている。
ラストでは、大量の個体が日本に向かって飛行する姿が描かれている。
なお、『1』のラストでは「もしギャオスが古代の時代に渡りを行っていたとしたら、世界中にギャオスの卵があってもおかしくない」と今作におけるギャオスの大量発生を示唆する会話がなされている。
劇中においてはギャオス・ハイパーの名称は一度もなく、「ギャオス」と称されている。

## 登場人物
長峰 真弓（）
演：中山忍
本作品の主人公で鳥類学者。『1』の主要人物。
『1』においてギャオスと初めて遭遇し、ガメラとギャオスの戦いが終わった後もギャオスの生態研究をしており、本作品ではギャオス研究の第一人者となっている。『1』の後、ギャオスに関する事柄をまとめた『怪鳥と遭遇した日』という著書を出版している。
浅黄から地球の生命エネルギーマナについて聞かされ、3年前のレギオンとの戦いで、ガメラがそれらを使ったことがギャオス大量発生の要因であったことを知ると同時に、奈良県の南明日香村でイリスの存在を知ることになり、やがてガメラとイリスとの死闘に関わっていく。
比良坂 綾奈（）
演：前田愛（4年前：前田亜季）
もう一人の主人公。中学生の少女。1984年10月4日生まれ。
4年前までは東京都にあるマンションに一家で住んでいたが、ガメラとギャオスの戦いに巻き込まれて両親を失って以来、ガメラを激しく憎み続けている。やがて奈良県の南明日香村に住む親戚の日野原家で居候となるが、日野原への改姓を要求する繁樹の母や、よそ者扱いする同級生、知美・早苗・夏子の悟へのいじめにより、悟や繁樹以外とは心を閉ざしてほとんど口を聞かず、自分の殻に閉じこもる生活を送る。ある日いじめによる命令が発端となり山中の社の沢の祠で「柳星張」に封印されていた災厄（イリス）を解放。両親の仇と見なすガメラへの憎悪からイリスを育て始め、近くで見つけた勾玉を媒介してかつての浅黄とガメラのように交信するようになる。
ガメラへの憎しみは、両親を失ったショックや当時の悪夢がフラッシュバックし、その現実を受け入れられないことでガメラを非現実的なほど凶悪な存在に増長したものである。イリスとの最初の融合に失敗した後、意識不明となって奈良県内の病院へ搬送されたが、その存在を重要視した朝倉によって京都へ連れ去られる。長峰に居場所を突き止められ、東京の病院へ運ばれるはずだったが、京都に台風が上陸していたために叶わなかったうえ、自身を追って京都へ飛来したイリスに対し、浅黄の制止にも耳を貸さずガメラを殺すよう懇願する。イリスの体内に取り込まれた後、自らのガメラへの憎しみが原因で周りの多くの人が犠牲となったこと、およびその憎しみは思い違いであったことを知り、困惑し必死に助けを求めたところでガメラに救出される。ガメラがイリスを撃破した直後に長峰らの救命処置により一命を取り留め、龍成の腕の中で泣きながらガメラに謝り続けた後、満身創痍の状態ながらも迫りくるギャオスの大群と対峙しようとするガメラを見送る。
草薙 浅黄（）
演：藤谷文子
前2作ではガメラの心を知る人間として活躍したが『2』の後に留学していたようで、本編中盤に帰国。長峰にコンタクトを取り、再び長峰と行動を共にする。
ガメラについて知るために勉強していたと語り、得た知識や見解はガメラに重きが置かれているものの倉田の見解との関連が見られる。倉田からも「ガメラについては彼女の方がよく知っているだろう」と語られるなど、勾玉が壊れガメラの心が見えなくなった後もガメラを信じ続け、最後までガメラの理解者であり続けた。ガメラへの強い憎しみを露にする綾奈に対し、憎しみを断たせようと必死の呼びかけを続けたり、瓦礫に巻き込まれた長峰を危険を顧みず助けようとするなど活躍する。
守部 龍成（）
演：小山優
数百年続く旧家で柳星張を代々守ってきた守部家の長男。
日野原家に身を寄せる綾奈とは同級生で幼馴染みの間柄である。綾奈に恋心を寄せているが、話しかけてもほとんど無視されて相手にされない日々が続く。伝えきれない綾奈への好意と優柔不断な性格から柳星張に封印されていた災厄（イリス）の解放を許し、間接的ではあるがイリス覚醒の原因となってしまっている。
祖母（守部家の刀自）から柳星張の伝説を聞き、守護を受け継ぎ十束剣を持ち出す。明くる夜にイリスの繭に取り込まれた綾奈を十束剣を用いて救出するが、イリスが作った繭で全身が濡れて気絶していた状況から、繁樹や駐在に綾奈を暴行したと在らぬ疑いをかけられてしまう。イリスの襲撃で南明日香村が壊滅した後も生存しており、祠に立ち寄った長峰と遭遇したことで比良坂姉弟との接点を導く。綾奈のことで苦悩していたところを大迫に励まされ、綾奈を救おうと共に京都へ向かう。イリスに取り込まれようとする綾奈を助けようとするが、イリスの攻撃を受けて気絶させられてしまう。かつて地球の危機を救ったガメラに憧れを抱くという幼心を持ち合わせており、ガメラの行動も擁護する。
綾奈のことは当初「比良坂」と呼んでいたが、物語の中盤から「綾奈」と呼ぶようになる。綾奈からは「守部くん」と呼ばれている。
守部 美雪（）
演：安藤希
龍成の妹。
綾奈が知美、早苗、夏子の3人に杜の沢へ連れられてきたことを兄へ伝えるなど、正義感が強い。また、繁樹から兄の龍成が綾奈に暴行したと疑われた際は強く庇うなど兄想いな性格でもある。
本編ではイリスが南明日香村を襲撃した後の出番は無くなるが、その後は聞き込みに訪れた警察に祖母と共に応対する未公開シーンがあるため、生存している。
比良坂 悟（）
演：伊藤隆大
綾奈の弟で、4年前のギャオス東京襲撃時は千葉県松戸市の親類宅に避難していたため、無事であった。父の遺品であるカメラを持ち歩いている。綾奈の同級生3人組からよそ者扱いをされ、いじめを受ける。姉の綾奈とは違いガメラへの憎しみは皆無。
朝倉 美都（）
演：山咲千里
内閣官房・内閣情報調査会所属で巨大生物被害災害審議会メンバーであり、日本国の根幹に通じているとされる謎の女。家柄からか、易経の引用や日本書紀に関連する発言など古代の神秘にまつわる造詣が深いことがわかる。だが同時に、綾奈に対する扱いから見てもわかるように法や道徳ではなく、独自の価値観で動いている。
倉田をブレーンに仕立て、被害規模などさまざまな事柄をシミュレートする。倉田同様、怪獣に対し独自の情報や見識を持っていたようである。
倉田の仮説によるとギャオスを創造した古き民の末裔で、本来は綾奈ではなく彼女がイリスと交わる巫女の役割を担っていたらしい。
最後はガメラとイリスの戦いで火の海と化した京都の街を目の当たりにして綾奈の勾玉を奪い、自らがイリスとの交信、融合を図って進撃を阻止、ならびにガメラと交戦しようとする。しかし勾玉が反応を示しかけたところでイリスとガメラの激突によって破壊された京都駅の崩落に巻き込まれ、断末魔の叫びを残して死亡する。
倉田 真也（）
演：手塚とおる
推計統計学と風水をモチーフにしたゲームで有名となったコンピュータープログラマー。
長峰に謎のプログラムディスクを郵送してくる。政府関係の仕事に携わっているという噂があった以降は長らく行方不明とされていた。実際は京都に滞在しており、ブレーンとして朝倉を補佐していた。ガメラやギャオス、そしてそれらと繋がった浅黄や綾奈のような特殊な存在には独自の見解を語る。常識にとらわれない彼の見解はガメラ、ギャオスとイリス、それぞれ生み出したであろう超古代文明人の意図を酌み、視聴者と長峰に怪獣たちの詳しい背景を説明する役割を担う。
最後は、京都駅でガメラとイリスの戦いにより破壊された天井が自身に向かって落下してくるのを目の当たりにし、死への恐怖の実感に笑いながら下敷きとなって死亡する。
本編を通して彼の言動や仕草はアクが強い印象を受け、未公開シーンでは、京都を訪れた浅黄に「ガメラが人を踏み潰す理由、聞いてる？」と言うなどデリカシーのなさが描かれており、本編の発言からも「人類は怪獣によって滅んだ方がいい」と考えている節がある。
大迫 力（）
演：螢雪次朗
3部作を通して登場しており、怪獣の出現で人生を狂わされた男。ギャオスとレギオン双方の第一発見者の1人である。
『1』では長崎県警の刑事、『2』では北海道の酪農家からビール工場の警備員と職を転々とし、最終的に流れ着いた渋谷の街で古雑誌を売るホームレス生活をしていた。そして、偶然長峰にばったり会うが、この時は「別人だ」と言って話をしなかった。
ガメラとギャオス・ハイパーの激戦による渋谷の炎上後、他のホームレス仲間はギャオスの飛散した肉片に押し潰されて死亡し、逃亡に疲れ果てていたところで長峰と三度再会し、彼女に励まされて奮起する。その後、壊滅した南明日香村の調査に同行した際、以前の自分と同様に失意の底にいた龍成を諭し、共に京都に向かうが、そこにイリスが降り立ったうえに追ってきたガメラも降り立ち、激戦によって生じた大混乱に巻き込まれる。その後の行方は不明。
斉藤 雅昭（）
演：本田博太郎
環境庁（現：環境省）審議官で巨大生物被害対策審議会メンバー。『1』にも登場している。
『1』からは出世しており、朝倉に不信感を抱いて警戒している。いまや怪獣の専門家で通っており、『1』とは一転してガメラを擁護する立場へ回り、長峰たちに協力して京都での綾奈の居場所を教える。
日野原 繁樹（）
演：堀江慶
日野原家の長男で21歳前後の大学生。
綾奈の良き理解者で、改姓を拒む綾奈の意志も尊重している心優しい性格。通っている大学が社の沢を調査しようとしたことがあるらしく、社の沢とそれに関わる伝承について自分が知っていることを綾奈に教える。
社の沢から綾奈を救出した龍成に対して、「綾奈を暴行して気絶させたのではないか」と年齢の近い男として強く疑う。
その後、自宅を奇襲してきたイリスに両親と共に捕食され、死亡する。
桜井 良彦
演：八嶋智人
長峰の後輩で、国立遺伝子研究所に勤務している。倉田から送られたディスクと倉田についての情報を長峰に伝え、長峰から送られたイリスの細胞を分析する。
野尻 明雄（）
演：川津祐介
前作にも登場。札幌市青少年科学館の館長。『2』からは出世している。ギャオスやレギオンの脅威から人類を救ったガメラを擁護し、批判される。
綾奈の両親
演：三田村邦彦、かとうかずこ
1995年のギャオス東京襲来時、娘の綾奈が盲腸の手術を受けた直後ゆえに避難が遅れ、マンションの部屋に残っている飼い猫の「イリス」を部屋から車に連れ出そうとした時に上空から偶然ガメラが落下してきたうえ、綾奈の眼前で戦いの衝撃によってマンションは崩壊し、「イリス」と共に2人とも死亡する。父親は報道カメラマンでボスニア・ヘルツェゴビナ紛争の取材経験があったことが台詞から窺える。
守部家の刀自
演：清川虹子
龍成、美雪の祖母。
孫の龍成に封印されている柳星張（イリス）についての歴史や言い伝えを教えた。繁樹の話では大学が社の沢を調査しようとした際には彼女が頑なに拒んだために、わかっていることが少ないとされる。イリスの襲撃後も上述の通り未公開シーンで登場しているので生存している。
女性キャンパー
演：仲間由紀恵
南明日香村で友人の大輔（演：本田大輔）たち数人とキャンプをしていた女子高生。イリスに捕食され、ミイラ化されるという最期を迎える。
八洲海上保険・応対の社員
演：生瀬勝久
八洲海上保険会社に訪れた朝倉に、ガメラから採取された割れた勾玉を見せていた人物。
3年前の仙台にてガメラがレギオンによる沈黙状態から復活した際、浅黄の持っていたものも含めてすべての勾玉が砕けていたことを明かす。
知美、早苗、夏子
演：竹村愛美（知美）、藤崎安可里（早苗）、山口日記（夏子）
綾奈の同級生。よそ者が気に入らない為、綾奈と悟によそ者扱いをしていた。間接的ではあるがイリスが誕生する元凶ともなっており、村が襲撃された後の消息は不明。
先遣小隊 小隊長
演：高杉俊价
大野一等陸佐（第37普通科連隊 連隊長）
演：渡辺裕之
シリーズ3作すべてに登場。防衛出動命令に基づき南明日香村の山中に部隊と共に展開し、1個小隊を先遣隊として成体化したイリスの監視に当たらせていたが、活動を再開したイリスに先遣小隊を壊滅させられてしまう。その後の行方は不明。
奈良の駐在
演：徳井優
社の沢で龍成が綾奈を救出して救急車に搬送する際、「龍成が綾奈を暴行したのではないか」と繁樹と共に問い詰める。
京都の警官
演：伊集院光
京都駅の近くでイリス出現にともなう避難誘導を行う。京都駅の方向へ行こうとした龍成を取り逃がしてしまい、大迫を背負い投げして公務執行妨害で逮捕した直後にガメラとイリスの戦いを見て大迫共々絶叫する。
奈良の巡査
演：野口雅弘
イリスの襲撃によって「村の半分ほどやられた」と南明日香村の被害状況を本部に無線で伝え、長峰や大迫たちに社の沢の存在を教える。
渋谷のOL
演：川嶋朋子
渋谷の女子高生
演：三輪明日美
繁樹の両親
演：斉藤暁、根岸季衣
綾奈と悟の親戚で2人を引き取る。母は綾奈が名字を変えないことに不満を抱いている。父は改姓しないことに不満を抱いていないが、母に促されて綾奈に苗字を変えるよう諭した。2人ともイリスの襲撃によって死亡し、遺体を長峰や大迫たちに発見される。
医師
演：田口トモロヲ
綾奈が運ばれた病院の担当医。綾奈の病状を長峰に説明する。後日、朝倉の手引きによる書類を受け、親類が幼い悟しかいないことと書類に不備がなかったことから綾奈の京都の病院への移送を許可してしまう。なお、演者の田口トモロヲは前作にて札幌市営地下鉄南北線の運転士として出演している。
「かいこう」チーフ
演：廣瀬昌亮
「かいこう」クルー
演：石橋保、鴻上尚史、小瀬川理太
航空総隊・コントローラー
演：上川隆也、嶋田豪
航空総隊・先任管制官（2等空佐）
演：石丸謙二郎
緒方空将・航空総隊司令官
演：津川雅彦
ガメラがイリスを倒した後、防衛庁長官からの「ギャオスの大群が日本に大挙しつつあり、攻撃目標をガメラからギャオスへ切り替えよ」との命令を受け、自衛隊の陸・海・空の全総力を持ってこれに対処することを決意。
ホームレス
演：掛田誠、栩野幸知、山東蒼
大迫のホームレス仲間達。ガメラの火球を受けて爆散したギャオスの肉片の一部に押し潰され、全員死亡する。
街頭インタビュー対象者
演：重松収、仁科克子
護衛の自衛隊員
演：仁科貴
『ザ・ワイド』ディレクター
演：近江谷太朗
『ザ・ワイド』プロデューサー
演：渡辺いっけい
『ザ・ワイド』出演者
演：草野仁、勝恵子、小沢遼子
『きょうの出来事』キャスター
演：鷹西美佳
臨時ニュースアナウンサー
演：増田隆生、舟津宜史、角田久美子、松永二三男
ウェザーキャスター
演：松本志のぶ
渋谷のレポーター
演：小松みゆき

## 登場兵器・メカニック
自衛隊
- 82式指揮通信車
- 73式大型トラック
- 73式中型トラック
- 73式小型トラック
- 高機動車
- 偵察用オートバイ
- 1トン半救急車
- 地対空誘導弾ペトリオット
- F-15J戦闘機
- E-2C早期警戒機
- UH-1H多用途ヘリコプター
- SH-60J哨戒ヘリコプター
- こんごう型護衛艦「みょうこう」
- あさぎり型護衛艦「やまぎり」
- 110mm個人携帯対戦車弾
- 84mm無反動砲
- 64式7.62mm小銃
- 62式7.62mm機関銃

海洋研究開発機構
- 無人深海探査機「かいこう」
- 支援母船「かいれい」

## スタッフ
- 監督：金子修介
- 脚本：伊藤和典、金子修介
- 特技監督：樋口真嗣
- 怪獣造型：原口智生
- 怪獣デザイン：前田真宏、樋口真嗣
- 繭雛型：竹谷隆之
- イリス造型：品田冬樹、山部拓也 ほか
- 操演：尾上克郎
- CGディレクター、予告編制作：佐藤敦紀
- 音楽：大谷幸
- 撮影：戸澤潤一
- 照明：吉角荘介
- 美術：及川一
- 録音：橋本泰夫
- 編集：冨田功
- 助監督：村上秀晃、山口晃二、山川雅彦、堀川慎太郎、窪田祐介
- 音響効果：伊藤進一、小島彩
- サウンドエディター：浅梨なおこ
- スタントコーディネーター：阿部光男
- A.S.Pユニットラインプロデューサー：和田倉和利
- フィリピンロケラインプロデューサー：大西洋志
- スタジオ：大映スタジオ
- 現像・製作協力：IMAGICA
- 特撮ユニット
  - 撮影：村川聡
  - 照明：林方谷
  - 美術：三池敏夫
  - 操演：根岸泉
  - 編集：奥田浩史
  - 助監督：神谷誠、菊地雄一、斉藤滋嗣、横倉直
  - 視覚効果：松本肇
  - 別働隊（B班）：特撮研究所
- ビジュアルエフェクト：ビジュアルサイエンス研究所、デジタルフロンティア、デジタルエンジン研究所、ゴンゾ、日本エフェクトセンター、日本映像クリエイティブ、ツドー工房、IMAGICA
- 特別協力：防衛庁、西日本旅客鉄道、京都駅ビル開発
- 宣伝協力：セガ・エンタープライゼス、東芝、メディアファクトリー
- 総指揮：徳間康快
- 製作代表：加藤博之、石川一彦、小野清司、鶴田尚正
- プロデューサー：土川勉、佐藤直樹、南里幸
- アソシエイトプロデューサー：奥田誠治、藤巻直哉
- 製作：大映、徳間書店、日本テレビ放送網、博報堂、日本出版販売

### スーツアクター
- ガメラ：福沢博文
- イリス：大橋明

## 主題歌
エンディングテーマ「もういちど教えてほしい」
作詞：金子修介　作曲：大谷幸　編曲：ヨシオ・J・マキ　唄：ユリアーナ・シャノー

## 制作
- 前2作と同様に日本テレビが制作に関わっているため、当時開局間もないCSニュース専門チャンネル「NNN24（現・日テレNEWS24）」の麹町スタジオが報道スタジオとして登場している。番組としては『THEワイド』『NNNきょうの出来事』『NNNニュースダッシュ』が劇中に登場し、『THEワイド』のシーンでは司会の草野仁らと共に、前作に登場した野尻（札幌市青少年科学館館長、演：川津祐介）がゲストコメンテーターとして登場している。また、過去2作品では関わった町の地元系列局が登場していたが、本作品の舞台だった奈良や京都の地元局・よみうりテレビは登場していない。
- セガのドリームキャストとタイアップしており、長峰の自宅のゲーム機として登場している。ドリームキャスト用メモリーカードで、ミニゲームをプレイする携帯型ゲーム機としても使用可能なビジュアルメモリでも、ミニゲームバンドル版の『ガメラ ドリームバトル』が発売された。
- 冒頭の渋谷の戦闘シーンではNHK放送センターの局舎が何度か大映りしているが、これは金子が破壊する中心エリアを渋谷駅 - 渋谷センター街周辺か、シブヤ西武やNHK局舎などの宇田川町周辺に候補を絞っていたからとされる。なお、特技監督の樋口が『トップランナー』に出演した際、ギャオスに向けて放たれたプラズマ火球がNHKを直撃する絵コンテを描いているが[信頼性要検証]、完成した映画本編では被害を受けていない。
- 渋谷の破壊シーンは実際の渋谷駅前や渋谷センター街での大規模なロケを予定していたが、許可が下りなかった（渋谷は映像作品のロケに対する許可が下りにくい）ためにセットおよび極力雰囲気の似た別の場所（主に吉祥寺）で撮影された。また、ギャオスから発せられた超音波メスによって建物が切断された丸井（マルイシティ渋谷）からは建物破壊の描写への承諾を得られたが、名称使用については難色を示された（既に丸井「0101」ビルとしてミニチュアが完成していたという）ため、ビル壁面の「0101」ロゴが「9191」という架空の名称に変更されている[注釈 17]。
- 舞台の奈良県高市郡「南明日香村」は実在しない。ロケの大半は山梨県大月市周辺で行い、ミニチュア特撮シーンのいくつかはさがみ湖ピクニックランド（神奈川県相模原市）および大映撮影所で撮影された。山梨県で撮影した国鉄115系電車をそのまま奈良の電車として登場させた。
- 渋谷でのギャオス戦でガメラがギャオスの超音波メスから逃げ遅れた子供をかばうようなシーンがある。監督の金子は「もっとガメラが子供を守るように見せたかった」と語っている。
- 奈良山中での陸上自衛隊先遣小隊とイリスの戦闘シーンは、陸上自衛隊第1師団第1普通科連隊の協力により撮影された。射撃場面では空包が使用されている。空包射撃の場面は実際の陸自隊員によるものであるが、台詞のある場面は役者によるものであり、別録りの両シーンをつなげて編集された。
- 前作でウルティメイト・プラズマを出した後での今作の必殺技に悩んでいた樋口真嗣は、デザイン稿の段階では「ウルティメイト・プラズマを再度使用する」という案もあったらしく腹部発射孔が剥き出しになっているデザインも現存している。最終的に怪獣造型の原口智生が香港映画『片腕ドラゴン』を思い出し、「腕の一本でもちぎれちゃえば」と助言したところ、ファイヤーハンド（バニシング・フィスト）が生まれた。ガメラも人間同様の痛みを伴わないとヒロイズム的にどうか、という意味が込められている[4]。
- 週刊SPA!1999年3月17日号に掲載された金子修介へのインタビューにて、金子自身はガメラがギャオスの大群に勝利すると述べている[要ページ番号]。
- 特撮監督の樋口真嗣は「当初、（イリスと戦う）クライマックスは清水寺を予定していた。しかし、シナリオハンティングの際、所用で新幹線ではなく寝台急行『銀河』で京都入りしたが、在来線の改札口を出たことでグランドオープン直前の（複雑な階段構造の鳥籠のような）京都駅をたまたま見ることができた。それで『とんでもないものを見た。予定を変えましょう、（クライマックスは）ここだ。みんな新幹線で来たから見てないでしょう』と言った」と述懐している。また、甚大な被害が出る本編の描写について、1999年に世界が滅びるとするノストラダムスの予言に触れ「もしかしたらあるんじゃないか。そこで死んじゃってもいいや、（自分の最後の作品だから）やりたいことをやり残さずにやろう」と思って撮影に臨んでいた旨を述べている。[5]
- 本作のテーマとして「ホラー」が明確に意識されている。これは、前2作の興行成績をふまえ、当時は怪獣映画というジャンル自体の人気が低迷しつつあったこと、一方で子供たちの間で数々のホラー作品が人気だったことに影響を受けており、特に金子修介や平成3部作の関係者も携わってきた『学校の怪談シリーズ』と『リングシリーズ』、その他にも『ほんとにあった怖い話』などの影響も受けているとされる（山村貞子#評価と大衆文化への影響も参照）[6]。また、イリスの悪魔的なデザインコンセプトや黙示録的なストーリーも含めて『デビルマン』を意識した部分もあるとされる[7]。

### 配役
- 前作のヒロイン・穂波碧を演じた水野美紀を同役で再登場させる予定だったが、スケジュール[注釈 18]などの諸事情により、実現しなかった。
- 助演であった守部龍成役の小山優については、妹・美雪役の安藤希（新人表記）とは異なりプロフィールがパンフレットでは取り上げられず、関連書籍『ガメラ3 バニシングブック』で簡潔なフィルモグラフィーと樋口のコメントが紹介された程度であった。メイキング映像にもごくわずかしか登場していない。BD版の「15年目の証言」では、助監督の堀川慎太郎が自宅に居候させたエピソードが語られている。
- 「かいれい」のチーフを演じた廣瀬昌亮は、本作品が公開された翌日の3月7日に肝臓癌のため、53歳で死去している。
- ガメラのスーツアクターを務めた福沢博文は、特撮テレビドラマ『星獣戦隊ギンガマン』の合間を縫っての参加であった[8]。撮影では命の危険に見舞われることもあったが、後年のインタビューでは本作品よりも翌年に参加した『仮面ライダークウガ』の撮影のほうが過酷であったと述懐している[8]。
  - 火の中を歩くシーンでは、熱対策のジェルを全身に塗っていたため、むしろ寒いぐらいであったという[8]。同シーンでは、ジェルで足が滑って転倒しそうになったものの踏ん張って持ち直したが、完成作品ではこのときに顔が上を向いたところで鳴き声が入れられており、怪我の功名であったと述べている[8]。
  - ガメラの口部には炭酸ガスを噴出するギミックが存在するが、撮影時にはガスが逆流して福沢が窒息しかける事態があった[8]。この時、周囲は口からガスが出ないことには気づいていたが中の異変までは認識できておらず、福沢は若手時代にトランポリン隠しのドライアイスの煙を吸った経験から原因を理解して難を逃れた[8]。福沢は、結構危なかったかもしれないとしながら、いい経験であったと語っている[8]。
  - 操演技師の根岸泉が本作品の特撮班の撮影の様子を詳細に記した日誌を公開している[9]。

## 映像ソフト
発売元は大映→角川エンタテインメント→角川映画（現：角川書店）。大映時代は徳間ジャパンが販売元となる。
- VHSは1999年9月1日に発売。2000年2月4日に廉価版発売。
- LDは1999年10月にLD-BOX「ガメラ3 邪神覚醒 特別版LD-BOX」として発売。3枚組で、メイキング映像（GAMERA1999とは異なる）・オミット集・「もういちど教えてほしい」ミュージッククリップ・スタッフインタビューなど本タイトルのみの特典映像を多数収録している。
- DVDは2001年2月21日に発売（ジュエルケース）[10]。
  - 2001年3月23日発売の「ガメラ THE BOX（1995-1999）」[10]、2006年8月31日発売の「ガメラ 生誕40周年記念Z計画 DVD-BOX」に収録されている。
  - 2007年10月26日に単巻（トールケースに改訂）が再発売。

いずれも2001年発売の単巻版マスター（メニュー画面含む）を使用している。
- 2010年7月23日にBlu-ray Disc版のデジタルリマスターを使用したDVDデジタル・リマスター版が発売。
- Blu-ray Discは2009年8月28日発売の「平成ガメラ ブルーレイ BOX」および単巻版が同時発売。HDリマスター処理を施しており、特典映像として制作陣のインタビュー集「15年目の証言」の一部[注釈 19]を収録している。
- ガメラ生誕50周年として、2016年7月22日に『平成ガメラ4Kデジタル復元版 Blu-ray BOX』が発売。
  - ガメラ生誕55周年として、2021年1月29日に『4Kデジタル修復 Ultra HD Blu-ray 【HDR版】』(4K Ultra HD Blu-ray +Blu-ray 2枚組) が発売。HDR(High Dynamic Range)グレーディングを施した16bitニューマスター。Blu-rayは2016年発売のものと同一。

## 評価
配給収入6億円、観客動員100万人。結果的に、3部作は目標の10億円には届かなかった。
監督を務めた金子修介によると、配給収入が10億円を突破していたら、4作目、5作目の製作は決定していたであろうと語っている。また、後年のインタビューにて明かしたところによれば、10億円を突破できなかった一因には阪神・淡路大震災の影響もあったようだという。
さらに金子は4作目が実現できなかった理由として、作中にてあまりにも大勢の住民の犠牲者を出させてしまう形になったことも理由の1つであることも明かしており、「『1』と『2』では出来るだけ犠牲者が出ないように考慮しながら、製作をしていたんです。『1』での東京でのギャオスとの最終決戦の時と『2』でのレギオンが植え付けた草体の大爆発によって仙台が壊滅した時のシーンはいずれも住民の避難が完全終了した上で起こったことになっていたんですが、今回のガメラとギャオスとの戦いにおいては、どうしてかタガが外れたかのように激しい戦闘に住民が巻き添えになってしまってギャオスを殲滅できたのは良かったのですが、渋谷が地獄絵図のような様相に変わってしまっただけでなく、何千何万とも知れない甚大な犠牲者を出させてしまう結果になってしまったんですよ」と語っている。また、金子らの構想は林家しん平による自主映画の『ガメラ4 真実』にも類似していたとされている。
本作品は当初から完結作の意気込みで製作されていたが、この成績を受けて正式にシリーズ終了が決定した。本作品のプロデューサーは同日封切の映画『デジモンアドベンチャー』を絶賛しており、観賞後に樋口真嗣に「このような作品を作らないとだめだ」と言ったという。

### 受賞歴
- 第4回日本インターネット映画大賞 日本映画作品賞

## 備考
- 映画公開時に舞台となった京都駅ビルにて、作品にまつわる写真や模型などを展示した「ガメラ展」が東広場で開催された。
- ゲーム『The Tower II』のプラグインマップに、本作品とタイアップした「京都駅ビル GIII」がある。
- 2000年に公開された映画『ゴジラ×メガギラス G消滅作戦』では、怪獣の出現によって渋谷が水没する描写が存在するが、同作品プロデューサーの富山省吾は映像的な面白さを第一に考えた結果であるとしつつ、本作品への対抗意識があったことも認めている[14]。同作品には、本作品で特撮美術を手掛けた三池敏夫も参加しており、ミニチュアセットに本作品の図面を流用しているが、本作品では1/30スケールであったのに対して同作品では1/25スケールで作成している[15]。
- 用意されていた最終稿の一つでは、ガメラとセミクジラの親子が接近遭遇する場面の挿入が検討されており、おそらくは『鯨神』を意識した描写だと思わしい[16]。